# Botrynema
Botrynema ist eine Gattung von Quallen aus der Familie der Halicreatidae mit zwei Arten.

## Merkmale
Botrynema haben einen Durchmesser von bis zu 25 Millimeter und haben acht breite Radiärkanäle, an deren Außenseite auch die ovalen Keimdrüsen zu finden sind. In jedem Oktanten (den acht Körperabschnitten) sitzen je zwei Gruppen von 11-12 Tentakeln, kreisförmig um den Rand sitzen noch einmal acht einzeln stehende Tentakel. Zwischen den Tentakelgruppen platziert finden sich jeweils 3 keulenförmige Sinnesorgane.

## Verbreitung
Botrynema brucei findet sich in allen Weltmeeren, Botrynema ellinorae ist in ihrer Verbreitung auf arktische Gewässer beschränkt.

## Systematik
Die Gattung enthält zwei Arten:
- Botrynema brucei
- Botrynema ellinorae